# Laurence Duquenoy
Pour les articles homonymes, voir Duquenoy.
Laurence Duquenoy (née Ricordeau le 29 septembre 1969 à Noyelles-Godault) est une athlète française, spécialiste des courses de demi-fond.

## Biographie
Laurence Duquenoy se prévaut de 24 sélections en équipe de France.
Elle est sacrée championne de France du 3 000 mètres steeple en 2000, du 3 000 mètres en salle en 1997 et de cross-country en 2003.
Elle améliore à deux reprises le record de France du 3 000 mètres steeple : 9 min 55 s 69 le 8 août 1999 à Castres, et 9 min 43 s 89 le 12 juin 2002 à Ostrava,.
Elle se classe huitième du 3 000 mètres lors des championnats du monde en salle de 1997, à Paris. Elle participe aux championnats du monde en plein air de 1997, à Athènes, mais s'incline dès les séries du 5 000 mètres.
En 2000, elle arrive troisième par équipe aux championnats du monde de cross-country. 
Elle est médaillée d'argent du 3 000 mètres steeple lors des Jeux méditerranéens de 2001, et médaillée d'argent du 3 000 m lors des Jeux de la Francophonie de 1994.